# Импјано (Арецо)
Импјано је насеље у Италији у округу Арецо, региону Тоскана.
Према процени из 2011. у насељу је живело 52 становника. Насеље се налази на надморској висини од 250 м.